# LG유플러스

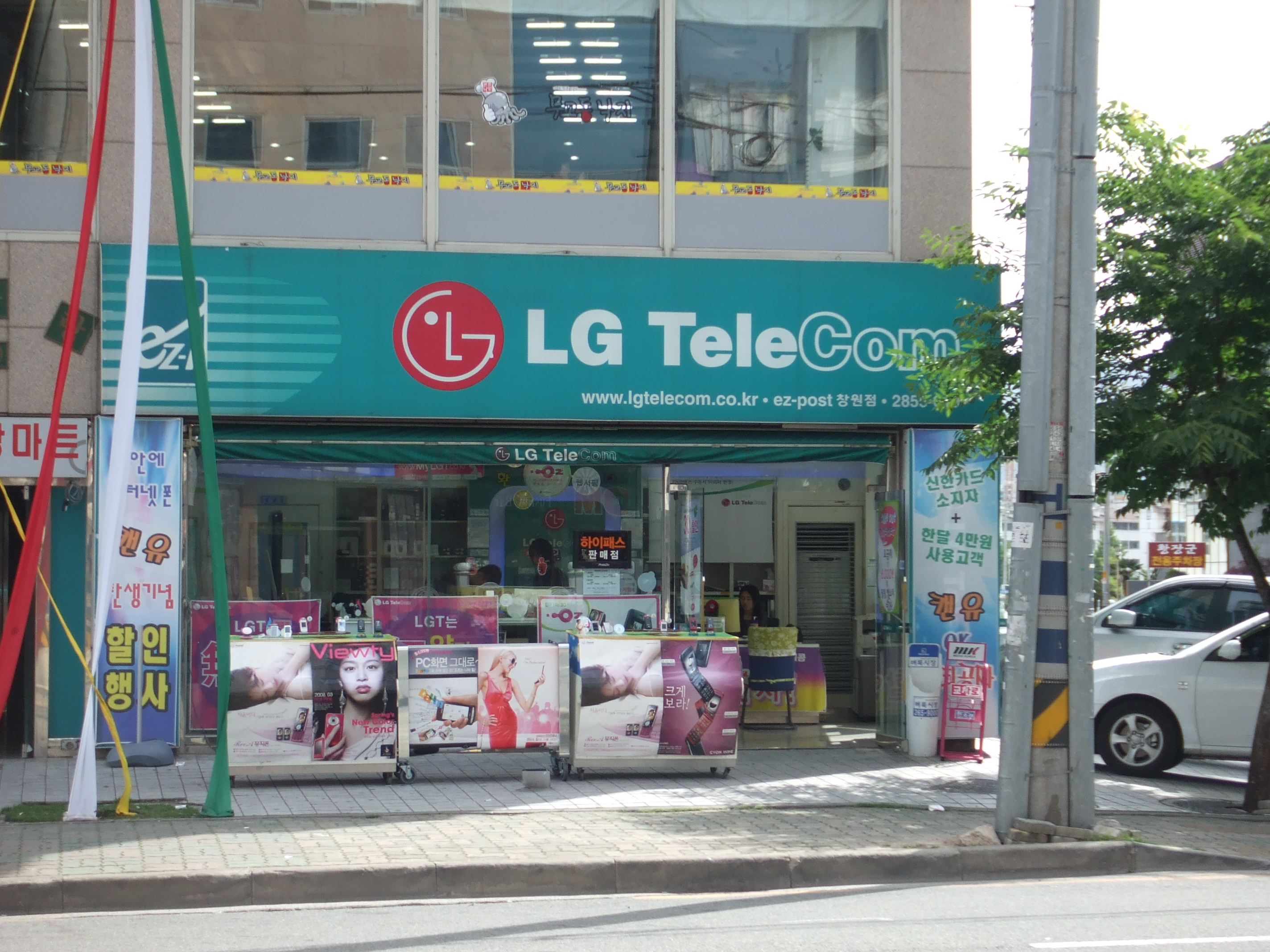
한국의 옛 엘지텔레콤 시절 대리점이며, 원 엘지유플러스의 모태이기도 하다.

LG유플러스(LG U+)는 대한민국의 유무선 통신 서비스 업체로 LG그룹의 계열사다. 본사는 서울특별시 용산구 한강대로 32 (한강로동)에 있다.

## 역사

### 인수 합병 이전
LG텔레콤은 1996년 7월에 설립되어 1997년 10월에 이동전화 서비스가 시작되면서 LG텔레콤의 이동전화 식별번호는 019로 확정되었다. EZ-i, 카이 등 휴대전화 인터넷 사업도 벌였으며, 2008년 4월 1일에는 3G 서비스 오즈를 시작하였다.
LG데이콤은 정부의 데이터사업 육성 정책의 일환으로, 한국데이타통신으로 1982년 3월 29일에 설립되어, 1991년 11월에 법인명을 주식회사 데이콤으로 변경하였다. 2000년 1월부터 LG그룹으로 편입되면서 완전 민영화되며, 2006년 9월 22일 법인명을 LG데이콤으로 변경하였다. 국제전화, 시외전화 등의 가정 대상 통신 사업 및 IDC 등 기업 대상 통신 사업 등을 벌였다.
LG파워콤은 한국전력공사가 통신 사업을 해서는 안된다는 정부의 결정에 따라 통신 사업 부문이 분리되어 2000년에 설립되었으며, 2002년 12월 16일 LG데이콤이 지분 45.5%를 취득하여 민영화 되다가 2003년 2월에 LG그룹으로 편입되면서 완전 민영화 된다. 광케이블 통신 사업, 기간통신사업자 대상 전용회선 임대 사업, 케이블 텔레비전 전송망 사업 등을 벌였으며, LG데이콤과 함께 가정을 상대로 [HFC 와 광랜] 방식 인터넷(엑스피드), 인터넷 전화(myLG070) , IP 텔레비전(myLGtv) 사업을 벌이며 통신 융합상품을 내놓았다.

### 흡수 합병
2009년 6월 1일에 KT와 자회사인 KTF가 흡수 합병하자, 이에 대응하여 같은 해 11월 27일 LG텔레콤은 임시주주총회에서 LG데이콤과 LG파워콤을 흡수 합병하는 안건을 통과시켰다. 같은 해 12월 3일에는 공정거래위원회가 세 회사의 합병을 조건없이 승인했으며,같은 달 14일 방송통신위원회는 합병을 인가하였다. 이리하여 2010년 1월 1일 통합법인이 출범하였다. 합병 이후 한동안 "통합LG텔레콤"을 임시 명칭으로 썼으나, 이상철 대표이사 부회장은 같은 해 1월 6일 기자회견에서 통합법인의 이름을 바꿀 뜻을 밝혔다.
바뀐 U⁺(유플러스)의 의미는 어디서나·언제나 뜻 유비쿼터스Ubiquitous에 ＋ 불인 것으로, 고객의 의미기까지 한 U(고객, 당신, you)에 더해지게 하는 것이라서 언제나 어디서나 고객이 좋아지게 한다는 의미가 담겨 있다.

### 초기
2010년 5월 13일에 회사측은 이사회에서 회사 이름을 LG 유플러스로 바꾸는 안을 통과시켰으며, 6월 중순부터 일반 대중을 대상으로 홍보에 들어갔다. 같은 해 7월 1일부터 새 이름이 적용되었다. 6월에는 본사를 서울특별시 중구 소월로2길 30 (남대문로5가, LG유플러스빌딩)으로 이전하였다. 그리고 2015년 4월 6일에 본사를 서울특별시 용산구 한강대로 32 (한강로3가, LG유플러스용산사옥)으로 신축이전하였다.

## 서비스

### 유선 통신
개인 및 가정을 대상으로 하는 통신 서비스로는 LG파워콤이 운영하던 [HFC 와 광랜](광 섬유 케이블) 방식 인터넷 (유플러스인터넷, 구 엑스피드), 인터넷 전화 (유플러스070, 구 마이엘지070), IP 텔레비전(유플러스 스마트 TV, 구 마이엘지TV) 등이 있으며, LG데이콤(구 데이콤)이 운영하던 국제전화 (002), 시외전화, 국제전화카드 등이 있다.
기업을 대상으로 하는 통신 서비스로는 전용회선, 구내 통신 구축 사업 등이 있다.

### 무선 통신
개인용 이동전화 사업으로 LG텔레콤이 운영하던 Oz가 있으며, 기업용 무선 인터넷 사업을 LG데이콤으로부터 넘겨받았다.
현재는 LTE-A,LTE 전용모드(SVLTE 단말을 제외한 LTE지원단말), SVLTE(VOLTE+LTE+CDMA 혹은 LTE+CDMA), LTE, CDMA EVDO REV.A/B, CDMA 2000 1X로 서비스 중이다.
LTE의 경우 세계최초로 LTE 군읍면 지역포함하여 구축완료하였으며, 삼성전자(충청 전라), 에릭슨LG(서울, 경기, 강원), NSN(경남, 수도권 남부)에서 납품한 장비로 서비스하고 있다.
대한민국 이통사 중 유일하게 금융사 계열사 및 지분과 선불폰(LG텔레콤 시절엔 있었다.)이 없다.
LG유플러스 신용카드 가 있는데 1번만 사용가능하다

## 자회사
MVNO(U+유모바일), 중고폰, 방송채널사업과 LG U+의 미디어/ICT 서비스를 지원하는 미디어로그, 모바일고객센터를 운영하고 있는 씨에스리더, 아인텔레서비스와 홈상품 인터넷 고객센터인 씨에스원파트너, LB휴넷 등이 있다.

## LG U+ 제작 애니메이션
- 브레드 이발소
- 브레드와 윌크의 세계여행
- 유삐와 친구들
- 한국사 대모험 공동제작
- 세계사 대모험 공동제작

## 사건사고
- LG유플러스는 5세대 이동 통신(5G) 구축을 위해 중국의 통신 업체인 화웨이의 장비를 사용했다. 하지만 미국은 대한민국을 비롯한 여러 동맹국들에게 핵심 정보 유출이 우려된다며 화웨이 장비를 쓰지 말라고 요구하였다. 특히 미국의 마이크 폼페이오 국무장관은 "화웨이 장비가 미국의 중요한 (통신)시스템과 함께 쓰이게 된다면 우리는 해당 국가와 협력 관계를 맺기가 더 어려워질 것"이라고 말했다.[8]

## 같이 보기
- SK텔레콤
- KT
- 헬로모바일
- 티플러스
- 스노우맨
- 프리피아
- LG헬로비전